# Глибока язикова артерія
Глибока язикова артерія (лат. arteria profunda linguae) — це кровоносна судина, що відходить від язикової артерії та є її кінцевою гілкою.

## Топографія
Глибока язикова артерія відходить від язикової артерії та прямує вздовж нижньої поверхні язика під нижнім продольним м'язом язика (m. longitudinalis linguae) та над муцинозною мембраною. Разом з язиковим нервом глибока язикова артерія проходить по латеральній поверхні підборідно-під'язикового м'язу. В ділянці кінчика язика ця судина, в деяких випадках, анастомозує з однойменною артерією протилежного боку.